# 棘辐肛参
棘辐肛参（学名：Actinopyga echinites）为海參綱海参科辐肛参属的动物，原生於印度太平洋地区，是常見的食用海參物種之一。

## 描述
本物種體長約300至350 mm（12至14英寸），中段最寬闊，兩端略微變細；背面呈拱形，腹面平坦。皮革般的皮膚粗糙，被乳突覆蓋。皮膚表面由於有微細的針狀體而得到強化，而其針狀體在本物種中呈大棒狀。這種海參的顏色上棕色下橙棕色，上表面常有沙子附著。肛門周圍有五顆米色的肛齒，當動物受到壓力時，粉紅色的居維埃氏管偶爾會通過肛門排出。

## 分佈與棲息地
本物種見於亞洲和非洲沿海、印度洋和西太平洋的熱帶海域。它的分佈範圍從紅海、非洲東海岸和馬達加斯加延伸到印度尼西亞、澳大利亞北部、菲律賓、新幾內亞和西太平洋的其他島嶼群。台湾岛以及中国大陆的广东、海南岛、西沙群岛等地亦有分佈。
多生活于沿岸珊瑚礁低潮区的海床上、邊緣灘上、潟湖和河口中，深度在0、30米（0、100英尺）之間。它通常在海草草地和瓦礫中大量存在。该物种的模式产地在印度尼西亚。

## 狀況
在其分佈範圍，本物種是商業捕漁的作物，常被作食物而捕獲。有中等商業價值，價格永遠不如最理想的品種。由於它易於收集，因此在許多地區被過度開發，國際自然保護聯盟評估在其至少50%的範圍內，種群數量下降了60%至90%。它還進一步估計，總體數量減少了 40%，並將這種海參的保護狀況評估為易危物種。

## 圖庫

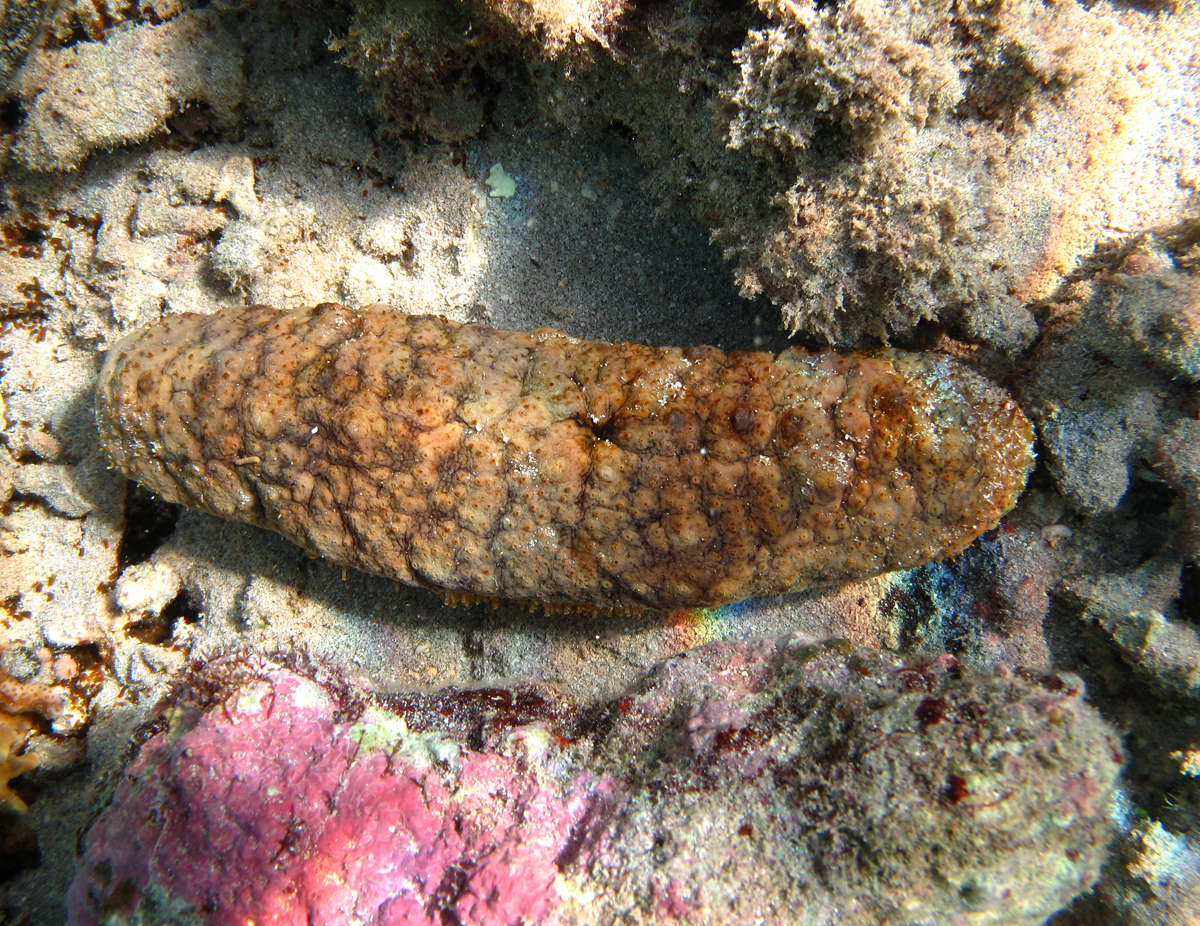
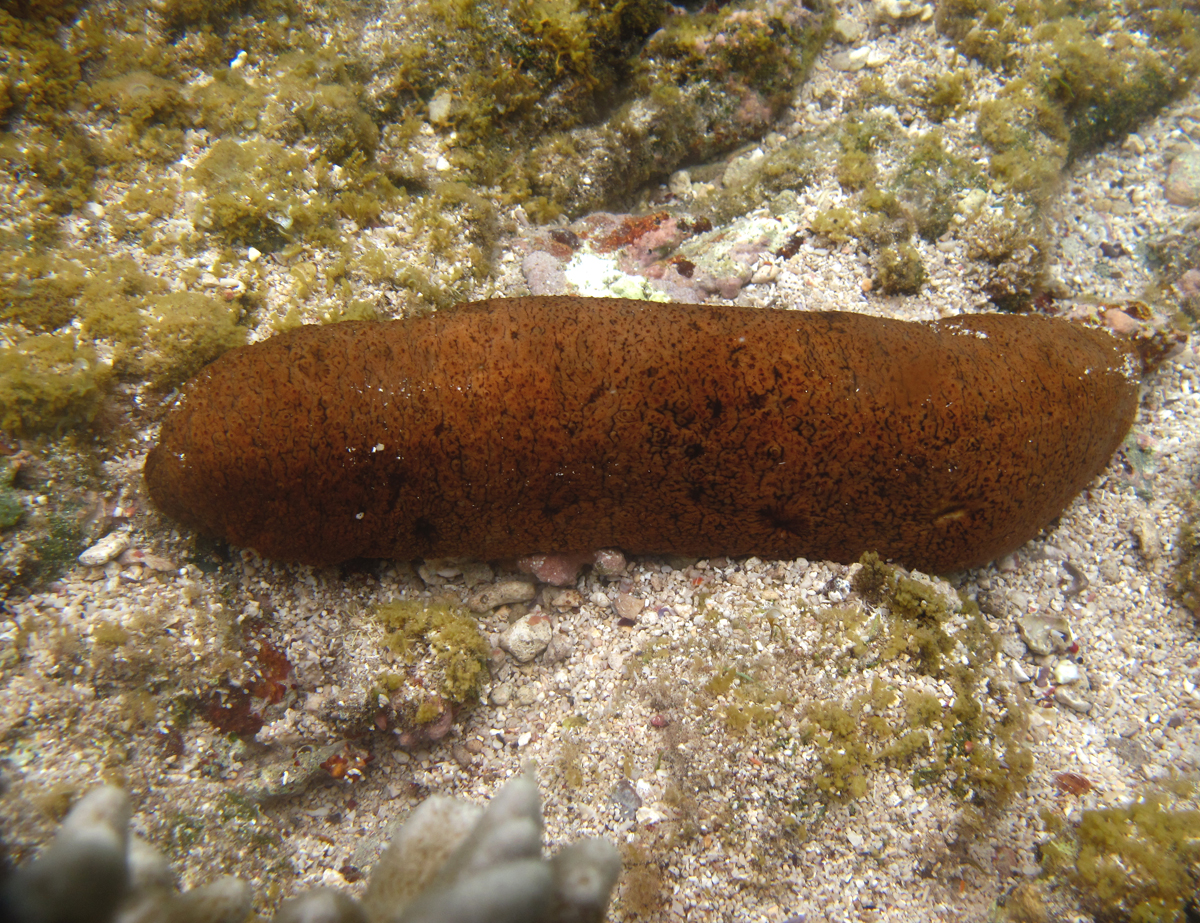
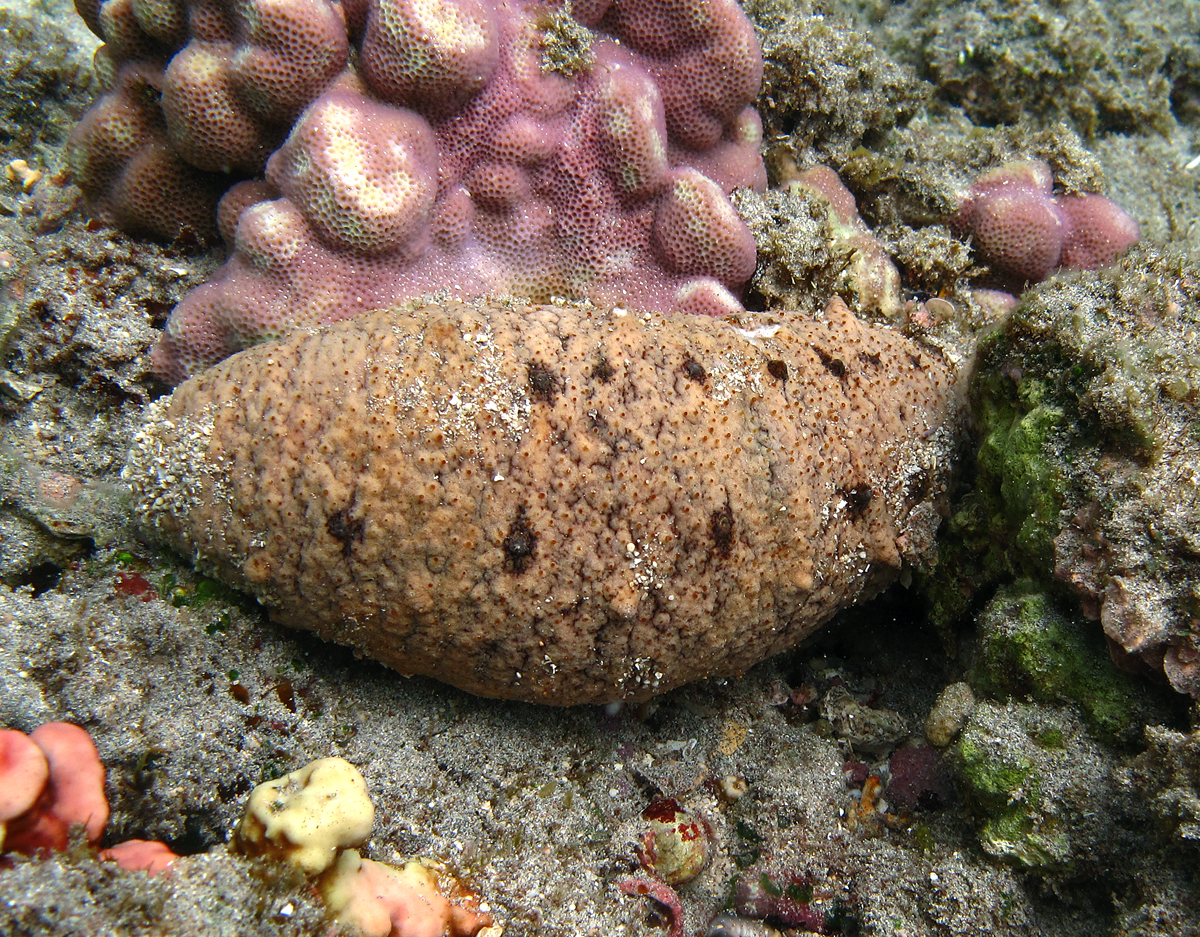

## 外部連結
- 維基物種上的相關：棘辐肛参